# جانين أوبوايه
جانين أوبوايه (بالفرنسية: Jeannine Auboyer) (1912 - 1990)؛ أمينة متحف، ومؤرخة، وعالمة آثار فرنسية.